# Mixstafett vid världsmästerskapen i skidskytte 2015
Mixstafetten vid skidskytte‐VM 2015 avgjordes torsdagen den 5 mars 2015 med start klockan 18:15 (EET) i Kontiolax i Finland. Distansen som kördes var 2 x 6 kilometer för damerna och 2 x 7,5 kilometer för herrarna.
Detta var första tävlingen i mästerskapet och vanns av Tjeckien. 

## Tidigare världsmästare i mixstafett
| År   | Ort                  | Mästare   |
| ---- | -------------------- | --------- |
| 2007 | Antholz              | Sverige   |
| 2008 | Östersund            | Tyskland  |
| 2009 | Pyeongchang          | Frankrike |
| 2010 | Chanty-Mansijsk      | Tyskland  |
| 2011 | Chanty-Mansijsk      | Norge     |
| 2012 | Ruhpolding           | Norge     |
| 2013 | Nové Město na Moravě | Norge     |

## Resultat
Totalt 26 nationer deltog i tävlingen.
| Placering | Land           | Namn                                                                            | Tid       | Straffrundor + extraskott | Straffrundor + extraskott       | Straffrundor + extraskott |
| Placering | Land           | Namn                                                                            | Tid       | Totalt                    | Individuellt (Ligg – Stå)       |                           |
| --------- | -------------- | ------------------------------------------------------------------------------- | --------- | ------------------------- | ------------------------------- | ------------------------- |
| 1         | Tjeckien       | Veronika Vítková Gabriela Soukalová Michal Šlesingr Ondřej Moravec              | 1.20.27,2 | 0 + 8                     | 0+2 0+2 0+0 0+0 0+0 0+2 0+1 0+1 |                           |
| 2         | Frankrike      | Anaïs Bescond Marie Dorin Habert Jean-Guillaume Béatrix Martin Fourcade         | 1.20.47,4 | 0 + 8                     | 0+1 0+3 0+0 0+1 0+0 0+3 0+0 0+0 |                           |
| 3         | Norge          | Fanny Welle-Strand Horn Tiril Eckhoff Johannes Thingnes Bø Tarjei Bø            | 1.20.54,9 | 1 + 3                     | 0+0 0+0 0+0 1+3 0+0 0+0         |                           |
| 4         | Belarus        | Nadezhda Skardino Darja Domratjeva Vladimir Chepelin Jurji Ljadov               | 1.20.58,2 | 0 + 7                     | 0+0 0+0 0+0 0+3 0+1 0+3         |                           |
| 5         | Österrike      | Lisa Hauser Katharina Innerhofer Sven Grossegger Simon Eder                     | 1.21.27,5 | 0 + 3                     | 0+0 0+0 0+1 0+1 0+1 0+0 0+0 0+0 |                           |
| 6         | Tyskland       | Luise Kummer Franziska Preuß Daniel Böhm Benedikt Doll                          | 1.21.50,0 | 0 + 2                     | 0+1 0+1 0+0 0+1 0+1 0+1 0+0 0+1 |                           |
| 7         | Italien        | Dorothea Wierer Karin Oberhofer Dominik Windisch Lukas Hofer                    | 1.21.51,9 | 0 + 10                    | 0+2 0+0 0+0 0+1 0+2 0+1 0+2 0+2 |                           |
| 8         | USA            | Susan Dunklee Hannah Dreissigacker Lowell Bailey Leif Nordgren                  | 1.22.13,8 | 0 + 2                     | 0+1 0+1 1+3 0+2 0+0 0+0 0+1 0+0 |                           |
| 9         | Finland        | Mari Laukkanen Kaisa Mäkäräinen Ahti Toivanen Olli Hiidensalo                   | 1.22.26,7 | 0 + 3                     | 0+3 0+0 0+0 0+0 0+0 0+1 0+2 0+2 |                           |
| 10        | Ryssland       | Jana Romanova Olga Podtjufarova Maxim Tsvetkov Anton Sjipulin                   | 1.22.27,4 | 0 + 2                     | 0+0 0+0 0+1 0+0 0+0 0+1 0+0 0+0 |                           |
| 11        | Ukraina        | Julija Dzjyma Valj Semerenko Serhij Semenov Dmytro Pidruchnyi                   | 1.22.37,5 | 0 + 10                    | 0+1 0+1 0+1 0+2 0+0 0+3 0+0 0+2 |                           |
| 12        | Kanada         | Audrey Vaillancourt Rosanna Crawford Nathan Smith Brendan Green                 | 1.22.55,1 | 0 + 4                     | 0+3 0+1' 0+1 0+1 0+1 0+0        |                           |
| 13        | Schweiz        | Aita Gasparin Elisa Gasparin Benjamin Weger Mario Dolder                        | 1.23.33,4 | 0 + 7                     | 0+0 0+0 0+1 0+2 0+0 0+1 0+1 0+2 |                           |
| 14        | Polen          | Karolina Pitoń Magdalena Gwizdoń Łukasz Szczurek Krzysztof Pływaczyk            | 1.23.41,8 | 0 + 3                     | 0+1 0+1 0+0 0+0 0+0 0+1 0+0 0+0 |                           |
| 15        | Slovenien      | Andreja Mali Anja Eržen Klemen Bauer Jakov Fak                                  | 1.24.15,4 | 3 + 7                     | 0+0 0+2 0+1 3+3 0+1 0+0 0+0 0+0 |                           |
| 16        | Sverige        | Elisabeth Högberg Mona Brorsson Fredrik Lindström Peppe Femling                 | 1.24.28,2 | 0 + 8                     | 0+3 0+0 0+0 0+0 0+1 0+1 0+1 0+2 |                           |
| 17        | Slovakien      | Paulína Fialková Jana Gereková Tomáš Hasilla Martin Otčenáš                     | 1.25.11,9 | 2 + 10                    | 0+0 0+1 0+1 0+1 0+0 0+1 0+3 2+3 |                           |
| 18        | Bulgarien      | Emilia Yordanova Desislava Stoyanova Vladimir Iliev Krasimir Anev               | 1.25.24,7 | 1 + 12                    | 0+2 0+0 0+1 1+3 0+2 0+3 0+1 0+0 |                           |
| 19        | Estland        | Kadri Lehtla Daria Yurlova Kauri Kõiv Kalev Ermits                              | 1.25.32,8 | 1 + 8                     | 0+1 0+1 0+1 0+0 0+0 0+2 1+3 0+0 |                           |
| 20        | Rumänien       | Luminița Pișcoran Florina Ioana Cîrstea George Buta Cornel Puchianu             | 1.25.44,5 | 0 + 7                     | 0+2 0+0 0+0 0+2 0+0 0+0 0+3 0+0 |                           |
| 21        | Japan          | Fuyuko Suzuki Yurie Tanaka Mikito Tachizaki Kazuya Inomata                      | 1.25.50,8 | 1 + 12                    | 0+0 0+0 0+3 0+2 0+0 0+2 0+2 1+3 |                           |
| 22        | Kina           | Tang Jialin Zhang Yan Ren Long Tang Jinle                                       | LAP       | 0 + 12                    | 0+2 0+1 0+2 0+0 0+2 0+3         |                           |
| 23        | Litauen        | Diana Rasimovičiūtė-Brice Natalija Paulauskaitė Karol Dombrovski Tomas Kaukėnas | LAP       | 1 + 7                     | 0+0 0+1 0+1 0+1 0+0 0+1 0+0 1+3 |                           |
| 24        | Kazakstan      | Anna Kistanova Darya Usanova Yan Savitskij Maxim Braun                          | LAP       | 3 + 17                    | 0+3 0+3 0+0 0+3 2+3 0+1 1+3 0+1 |                           |
| 25        | Storbritannien | Amanda Lightfoot Nerys Jones Lee-Steve Jackson Scott Dixon                      | LAP       | 1 + 13                    | 0+0 0+3 0+3 1+3 0+1 0+1 0+2 0+0 |                           |
| 26        | Sydkorea       | Mun Ji-hee Ko Eun-jung Jun Je-uk Kim Jong-min                                   | LAP       | 3 + 13                    | 0+2 0+0 0+2 2+3 0+0 0+2 0+1 1+3 |                           |

- LAP=Varvade